# 東洋英和幼稚園
東洋英和幼稚園（とうようえいわようちえん）は、東京都港区にあるキリスト教プロテスタント系の私立幼稚園。

## 概要
カナダ・メソジスト教会（現在のカナダ合同教会）婦人伝道会社から派遣された宣教師 ミス・カートメルにより、1884年（明治17年）、 東洋英和女学校が麻布鳥居坂に開設された。
その後東洋英和女学校校長イザベラ・ブラックモーアにより1914年（大正3年）、東洋英和女学校の付属幼稚園が開設された。

## 沿革
- 1884年（明治17年）- 東洋英和女学校がミス・カートメルにより開校。
- 1905年（明治28年）9月5日 - 長野県上田の梅花幼稚園を実習園として上田保母伝習所開設[1]。
- 1908年（明治31年）8月17日 - 私立上田保母伝習所、設置認可[1]。
- 1914年（大正3年）11月6日 - 東洋英和女学校附属幼稚園、開園式[2]。
- 1914年（大正3年）12月11日 - 東洋英和女学校附属幼稚園、文部省より認可される[2]。
- 1919年（大正8年）7月10日 - 私立上田保母伝習所廃止[1]。
- 1919年（大正8年）9月11日 - 上田保母伝習所を東洋英和女学院構内に移転設置し、東洋英和女学院付属保母養成所が設置される。実習は附属幼稚園で行われるようになる[2]。
- 1923年（大正12年）9月12日 - 震災のため麻布三聯隊本部に幼稚園園舎を貸与する（9月21日まで）[1]。
- 1927年（昭和2年） - 校章、制服を制定。
- 1928年（昭和3年） - 校旗および標語「敬神奉仕」を制定。
- 1932年（昭和7年） - 東鳥居坂町2番地に新園舎落成。
- 1934年（昭和9年） - 校歌制定。
- 1944年（昭和19年）8月 - 幼稚園非常措置により休園[2]。
- 1944年（昭和19年）11月 - 戦時保育所設置[2]。
- 1945年（昭和20年）3月 - 空襲により事実上の廃園[2]。
- 1946年（昭和21年）- 幼稚園再開[2]。
- 1947年（昭和22年）- 東洋英和幼稚園と改称。
- 1962年（昭和37年）- 六本木町1番地に新園舎建設[2]。
- 2025年（令和7年） - 六本木五丁目西地区市街地再開発事業に伴い、元麻布一丁目の仮園舎へ移転予定[3]。
- 2030年（令和12年） - 新園舎完成予定[3]。

## 教育方針
「敬神奉仕」の標語を基にしたキリスト教教育を行っている。毎朝礼拝から1日の学校活動が始まる。
「敬神」とは 神から愛されている、かけがえのない自分に気づき、神を愛し、敬うことであり
「奉仕」とは 神から愛されている隣人（他者）を愛し、隣人に仕えることである。
- 聖句

「心を尽くし、精神を尽くし、思いを尽くし、力を尽くして、あなたの神である主を愛しなさい。」（マルコによる福音書 第12章30節）
「隣人を自分のように愛しなさい」（マルコによる福音書 第12章31節）

## 校歌
- 「東洋英和女学院校歌」1934年（昭和9年）制定、 北原白秋作詞 山田耕筰作曲
- 東洋英和幼稚園の歌「おともだち」（1971年（昭和46年）発表、 神津五月作詞 大中恩作曲）

園児たちが自分で本当にそうだと頷きながら歌う幼稚園の歌があったらとの声で作られた。作詞・作曲はともに子息が卒業生の中村メイコ、大中恩に委嘱された。1971年、東洋英和女学院創立八七周年記念音楽会に渋谷公会堂で園児によって発表された。

## 交通
- 都営地下鉄大江戸線 麻布十番駅 徒歩10分
- 東京メトロ南北線 麻布十番駅 徒歩13分
- 東京メトロ日比谷線 六本木駅 徒歩7分
- 都営地下鉄大江戸線 六本木駅 徒歩7分
- 東京メトロ千代田線 乃木坂駅 徒歩15分

## 著名な出身者
- 和田昭允 - 生物物理学者
- 仁美凌 - 女優
- 増田紗織 - 朝日放送テレビアナウンサー
- 大西洋平 - シンガーソングライター